# Міхаліс Дертузос
Міхаліс Дертузос (грец. Μιχάλης Δερτούζος, 5 листопада 1936, Афіни — 27 серпня 2001, Бостон) — грецький інформатик, один з піонерів Інтернету, професор Массачусетського технологічного інституту і директор лабораторії комп'ютерної техніки при ньому (LCS) з 1974 по 2001 рік.

## Біографічні відомості
Міхаліс Дертузос народився 1936 року в Афінах. Закінчив Афінському коледжі (розташований в районі Психіко), а потім, здобувши стипендію Фулбрайта, навчався в Універстітеті Арканзасу. 1964 року здобув докторський ступінь в Массачусетському технологічному інституті, від 1974 року до самої смерті викладав у ньому та одночасно керував Лабораторією комп'ютерної техніки MIT. Помер 2001 року в Бостоні, однак похований на Першому Афінському кладовищі.

## Наукова діяльність
Під керівництвом Міхаліса Дертузоса Лабораторія комп'ютерної техніки Массачусетського технологічного інституту стала піонером новацій в різних областях, таких як шифрування RSA, канали NuBus, система X Window System та Інтернет. Дертузос сприяв визначенню та створенню World Wide Web Consortium і ввів його в Массачусетському технологічному інституті. Він також підтримав проект GNU і товариство Free Software Foundation. 1968 року він створив Computek, Inc — виробник графіки і розумних терміналів — graphics and intelligent terminals.

### Основні праці
- Dertouzos, The Unfinished Revolution: Human-Centered Computers and What They Can Do For Us, 2001, ISBN 0-06-662067-8.
- Dertouzos, What Will Be: How the New World of Information Will Change Our Lives, 1997, ISBN 0-06-251479-2.